# Vietnam en los Juegos Olímpicos de Tokio 1964
Vietnam estuvo representado en los Juegos Olímpicos de Tokio 1964 por un total de 16 deportistas masculinos que compitieron en 5 deportes.
El equipo olímpico vietnamita no obtuvo ninguna medalla en estos Juegos.